# Placa de l'Altiplà

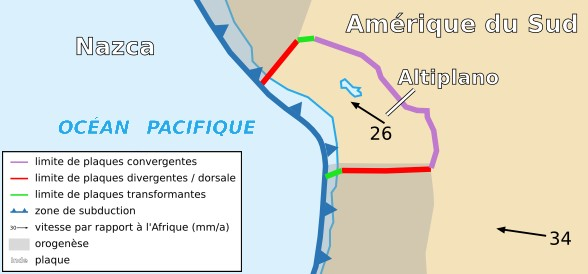
Mapa de la placa de l'Altiplà

La placa de l'Altiplà  és una microplaca tectònica de la litosfera del planeta Terra. La seva superfície és de 0,0.205 estereoradiants. En general s'associa amb la placa d'Amèrica del Sud i està formada només de litosfera continental.
Es troba al centre-oest de l'Amèrica del Sud i ocupa el sud del Perú, el nord de Xile i la zona d'Altiplà dels Andes bolivians.
La placa de l'Altiplà està en contacte amb les plaques de Nazca i Amèrica del Sud.
Les seves fronteres amb altres plaques estan especialment formades per la fossa del Perú i Xile a la costa de l'Pacífic.
El desplaçament de la placa de l'Altiplà s'efectua cap al nord-oest a una velocitat de 0.916 ° per cada milió d'anys en un pol d'Euler situat a 33 ° 64' de latitud nord i 81 ° 18' de longitud oest (referència: Placa pacífica).